# Hyposoter didymator
Hyposoter didymator är en stekelart som först beskrevs av Carl Peter Thunberg 1822.  Hyposoter didymator ingår i släktet Hyposoter och familjen brokparasitsteklar. Arten är reproducerande i Sverige. Utöver nominatformen finns också underarten H. d. obscurus.